# بخش کیشنگانج
بخش کیشنگانج (به انگلیسی: Kishanganj district) یک منطقهٔ مسکونی در هند است که در بخش پورنیا واقع شده‌است. بخش کیشنگانج ۱٬۸۸۴ کیلومتر مربع مساحت و ۱٬۶۹۰٬۴۰۰ نفر جمعیت دارد.